# Кинхольц, Эдвард
Эдвард Ки́нхольц (англ. Edward Kienholz; 23 октября 1927, Фэрфилд, Вашингтон — 10 июня 1994, Хоп, Айдахо) — американский художник, работавший в жанрах инсталляции и ассамбляжа. Многие его работы выполнены в соавторстве с Нэнси Реддин-Кинхольц (Nancy Reddin Kienholz), которая также была пятой женой художника.
Вырос на ферме в провинции. Не имел профессионального образования.
В 1953 году Эдвард Кинхольц переехал в Лос-Анджелес, где в 1956 году основал авангардную галерею «Нау», а в 1957 году основал авангардную галерею «Ферус». Творческая деятельность началась с создания раскрашенных деревянных рельефов в брутальной манере, которые художник начал делать с 1954 года. В начале 1960-х годов начал заниматься созданием пространственных композиций инвайронментов, которые наполнены манекенами и имеют гротескно-сюрреалистические сочетания. В произведениях автора используются мотивы кошмаров, смерти, разложения, которые сочетаются с предметным миром.
В 1961 году создал инсталляцию на тему борделя «Roxy’s», который воспроизводит реально существовавший бордель, в котором художник был в молодости. Вещи для инсталляции были найдены на барахолках и распродажах.
В 1966 году создал инсталляцию «Государственный госпиталь», которая воспроизводит атмосферу психиатрической больницы.
С 1972 работал в соавторстве со своей пятой женой Нэнси Реддин-Кинхольц. С 1981 года жена становится постоянным соавтором художника и они выступают как творческая группа.
В последние десятилетия жизни большая часть творческой деятельности прошла в Германии. Здесь был создан цикл работ по мотивам эпических опер Рихарда Вагнера «Кольцо нибелунга», а в 1976 году была создана работа «Лестница», которая осмысляла трагические события, вызванные нацизмом. Кинхольц страдал диабетом и много курил. Скончался от сердечного приступа после прогулки в горах.